# 퍼슨스 언노운
《퍼슨스 언노운》(영어: Persons Unknown)은 2010년 NBC에서 방영된 드라마다.